# Dehn-Twist
In der Topologie, einem Teilgebiet der Mathematik, sind Dehn-Twists bestimmte Selbstabbildungen von Flächen. Dehn-Twists wurden von Max Dehn eingeführt, der sie ursprünglich als „Schraubungen“ bezeichnete.

## Definition
Sei {\displaystyle S} eine orientierbare Fläche und {\displaystyle c\subset S} eine einfache geschlossene Kurve. Sei {\displaystyle U} eine Tubenumgebung von {\displaystyle c}, das heißt, wir haben einen Homöomorphismus {\displaystyle U\cong S^{1}\times \left[0,1\right]}, der {\displaystyle c} auf {\displaystyle S^{1}\times \left\{1/2\right\}} abbildet. Wir benutzen diesen Homöomorphismus, um {\displaystyle U} durch Koordinaten {\displaystyle (e^{i\theta },t)} mit {\displaystyle \theta \in \left[0,2\pi \right),t\in \left[0,1\right]} zu parametrisieren.
Wir definieren dann eine Abbildung {\displaystyle t_{c}:U\rightarrow U} durch
{\displaystyle t_{c}(e^{i\theta },t)=(e^{i(\theta +2\pi t)},t)}.
Weil {\displaystyle t_{c}} auf {\displaystyle \partial U\cong S^{1}\times \left\{0,1\right\}} mit der Identität übereinstimmt, können wir es auf {\displaystyle S\setminus U} durch die Identitätsabbildung stetig fortsetzen und erhalten so einen Homöomorphismus {\displaystyle t_{c}:S\rightarrow S}, der als Dehn-Twist an der Kurve c bezeichnet wird.
Anmerkung: Die oben definierte Abbildung {\displaystyle t_{c}:S\rightarrow S} hängt von der gewählten Umgebung und der gewählten Parametrisierung ab. Für andere Umgebungen und andere Parametrisierungen bekommt man mit dieser Konstruktion aber zueinander homotope Abbildungen. Die Homotopieklasse (Abbildungsklasse) von {\displaystyle t_{c}} ist also wohldefiniert.

## Beispiele

Longitude und Meridian des Torus.

Wir identifizieren den Torus mit {\displaystyle \mathbb {R} ^{2}/\mathbb {Z} ^{2}}. Jede Matrix aus {\displaystyle SL(2,\mathbb {Z} )} entspricht dann einer Selbstabbildung des Torus. (Die Matrix wirkt linear auf {\displaystyle \mathbb {R} ^{2}} und bildet {\displaystyle \mathbb {Z} ^{2}} nach {\displaystyle \mathbb {Z} ^{2}} ab. Man kann zeigen, dass jeder orientierungserhaltende Homöomorphismus des Torus homotop zu einer solchen Abbildung ist.)
Die Matrizen {\displaystyle \left({\begin{array}{cc}1&1\\0&1\end{array}}\right)} und
{\displaystyle \left({\begin{array}{cc}1&0\\1&1\end{array}}\right)} entsprechen dann den Dehn-Twists an Longitude und Meridian (also an den Bildern der x- und y-Achse.)

## Abbildungsklassengruppe

Die Dehn-Twists an diesen 3g-1 Kurven (hier für g=3) erzeugen die Abbildungsklassengruppe.

Sei {\displaystyle S_{g}} die geschlossene, orientierbare Fläche vom Geschlecht {\displaystyle g} und {\displaystyle MCG(S_{g})} ihre Abbildungsklassengruppe. Für {\displaystyle g=1} (den Torus) ist {\displaystyle MCG(S_{1})\cong SL(2,\mathbb {Z} )} und man kann mit Hilfe des Euklidischen Algorithmus beweisen, dass {\displaystyle SL(2,\mathbb {Z} )} von den Matrizen {\displaystyle \left({\begin{array}{cc}1&1\\0&1\end{array}}\right)} und
{\displaystyle \left({\begin{array}{cc}1&0\\1&1\end{array}}\right)} erzeugt wird, also von den Dehn-Twists an Longitude und Meridian.
Max Dehn bewies auch für alle {\displaystyle g\geq 2}, dass die Abbildungsklassengruppe {\displaystyle MCG(S_{g})} von Dehn-Twists erzeugt wird. Lickorish zeigte, dass die im Bild rechts dargestellten {\displaystyle 3g-1} Dehn-Twists die Abbildungsklassengruppe erzeugen. Humphries bewies, dass für {\displaystyle g\geq 2} die Abbildungsklassengruppe von {\displaystyle 2g+1} Dehn-Twists erzeugt wird und dass dies die kleinstmögliche Zahl von Erzeugern ist.

## Verallgemeinerte Dehn-Twists
Sei {\displaystyle M} eine symplektische Mannigfaltigkeit und {\displaystyle V\subset M} eine Lagrangesche Sphäre. Nach einem Satz von Weinstein gibt es eine Umgebung {\displaystyle U\subset M} von {\displaystyle V}, die symplektomorph zu einer Umgebung von {\displaystyle S^{n}} im Kotangentialbündel {\displaystyle T^{*}S^{n}=\left\{(u,v)\in \mathbb {R} ^{n+1}\times \mathbb {R} ^{n+1}\colon |u|=1,\langle u,v\rangle =0\right\}} (mit der kanonischen symplektischen Struktur {\displaystyle \textstyle \sum _{j=1}^{n+1}du_{j}dv_{j}}) ist. Es genügt deshalb, verallgemeinerte Dehn-Twists für Umgebungen von {\displaystyle S^{n}} in {\displaystyle T^{*}S^{n}} zu definieren.
Die Funktion {\displaystyle \mu (u,v)=|v|} ist glatt außerhalb des Null-Schnittes, ihr Hamiltonscher Fluss {\displaystyle \phi _{t}^{\mu }} ist der normalisierte geodätische Fluss. Die Abbildung {\displaystyle \phi _{\pi }^{\mu }} lässt sich auf den Null-Schnitt fortsetzen, weil alle Geodäten der Länge {\displaystyle \pi } denselben Endpunkt haben. Die so definierte Abbildung {\displaystyle \tau _{V}:M\rightarrow M} ist ein Symplektomorphismus und man kann sie so modifizieren, dass sie außerhalb einer kompakten Umgebung die Identität ist.
Für {\displaystyle n\geq 2} ist {\displaystyle \tau _{V}^{2}} homotop zur Identität, während für {\displaystyle n=1} (also für Dehn-Twists auf Flächen) die Dehn-Twists unendliche Ordnung in der Abbildungsklassengruppe haben.

## Belege
1. ↑  M. Dehn: Die Gruppe der Abbildungsklassen. Das arithmetische Feld auf Flächen. In: Acta Math. 69, no. 1, 1938, S. 135–206.
2. ↑  P. Seidel: Floer homology and the symplectic isotopy problem. Oxford 1997. (www-math.mit.edu; pdf) (Memento vom 5. März 2016 im Internet Archive)